# Елизабета Енглеска
„Елизабета Енглеска“ је југословенски филм из 1964. године. Режирао га је Даниел Марушић, а сценарио је писао Фердинанд Брукнер.

## Улоге
| Глумац         | Улога |
| -------------- | ----- |
| Борис Бузанчић |       |
| Вика Подгорска |       |